# Fennizismus

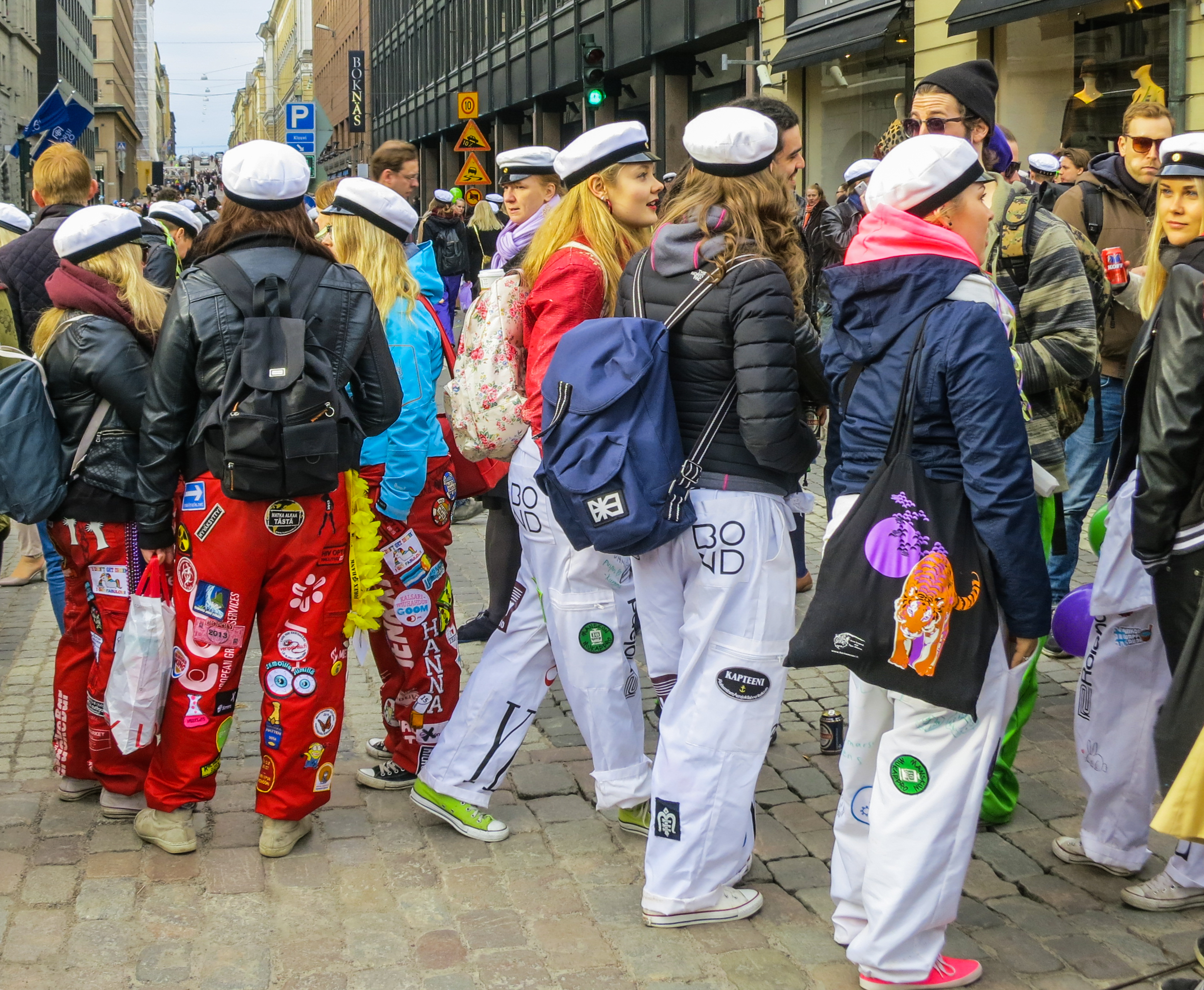
Finnische Studenten in Studentenoveralls, finnisch haalari, finnlandschwedisch halare

Mit Fennizismus werden Wörter, Formulierungen oder grammatikalische Konstruktionen bezeichnet, die durch Sprachkontakt aus dem Finnischen in eine andere Sprache übernommen wurden. Ein bekannter Fennizismus in der deutschen Sprache ist das Wort Sauna.
Im Finnlandschwedischen sind besonders viele Fennizismen zu finden, wie z. B. das Wort sisu oder der Name für den in den nordischen Ländern populären Studentenoverall, der in Schweden studentoverall heißt aber von den Finnlandschweden halare genannt wird. Das finnlandschwedische Wort ist von finnisch haalari („Overall“) entlehnt.